# Jur nad Hronom
Jur nad Hronom (Hongaars: Garamszentgyörgy) is een Slowaakse gemeente in de regio Nitra, en maakt deel uit van het district Levice.
Jur nad Hronom telt 944 inwoners.
De Hongaren vormen een belangrijke minderheid in de gemeente.